# 미투온
미투온(영어: Me 2 On Co., Ltd.)는 대한민국의 종합 엔터테인먼트 기업이다. 본사는 서울특별시 강남구 학동로 343 더피나클강남 6층에 위치해 있으며 대표이사는 손창욱이다. 
미투온은 매출이 1,119억 원에 달하며 성장세를 이어가고 있으며, 블록체인 신사업을 지속적으로 확대하고 있다.

미투온의 2분기 영업이익은 65억 원으로 전년 동기 대비 13.4% 감소했다.

## 상장
2016년 10월 10일에 공모가 3,800원에 코스닥 시장에 상장하였다. 

## 참고 문헌
1. ↑  미투온 매출 1119억 성장세 지속… "블록체인 신사업 지속확대", 머니투데이, 2023-02-15
2. ↑  해치랩스-미투온, 웹3 게임 대중화 위해 파트너십 체결, 코인데스크코리아, 2023.11.28[깨진 링크(과거 내용 찾기)]
3. ↑  미투온 2분기 영업익 65억원…전년 동기 대비 13.4% 감소, 연합뉴스, 2023-08-10